# Rocchetta Cengio
Rocchetta di Cengio - o semplicemente Rocchetta - è un quartiere di Cengio, in provincia di Savona. Già comune autonomo, fu accorpato nel 1929 all'ente cengese.

## Geografia fisica
Il quartiere è posizionato a nordest del centro cittadino (quartiere di Bormida), a circa 1,5 km.

## Storia
Le vicende storiche del soppresso comune di Rocchetta Cengio seguirono parallelamente gli eventi del passato che interessarono l'odierno territorio cengese. Fu possedimento del vescovo di Savona nel X secolo, compreso nella Marca degli Aleramici e quindi possesso di Bonifacio del Vasto; i feudi principali di Cengio e Rocchetta Cengio passeranno nelle mani di Ugo del Vasto, marchese di Clavesana, e quindi ereditato verso il 1142 dall'aleramico Enrico I Del Carretto. Saranno i suoi discendenti, i Del Carretto, ad edificare la locale torre saracena nel XII secolo.
Nel 1268 il territorio feudale entrò nelle proprietà del marchese Corrado Del Carretto e negli anni successivi fu sempre assoggettato al vassallaggio della famiglia carrettesca, ma nelle proprietà del Marchesato del Monferrato e della Signoria Viscontea.
Il 18 novembre del 1738, a seguito della Pace di Vienna, fu annesso al Regno di Sardegna e subì la sorte di altri borghi e località della val Bormida partecipando agli scontri napoleonici del 1796.
Con la dominazione francese il territorio di Rocchetta Cengio rientrerà dal 2 dicembre 1797 nel Dipartimento del Letimbro, con capoluogo Savona, all'interno della Repubblica Ligure annessa al Primo Impero francese. Dal 28 aprile del 1798 con i nuovi ordinamenti francesi, rientrerà nel I Cantone, capoluogo Savona, della Giurisdizione di Colombo e dal 1803 centro principale del I Cantone di Savona nella Giurisdizione di Colombo. Dal 13 giugno 1805 al 1814 verrà inserito nel Dipartimento di Montenotte.
Nel 1815 verrà inglobato nel Regno di Sardegna, così come stabilirà il Congresso di Vienna del 1814 anche per gli altri comuni della repubblica ligure, e successivamente nel Regno d'Italia dal 1861. Dal 1859 al 1927 il territorio fu compreso nel II mandamento di Millesimo del Circondario di Savona facente parte della Provincia di Genova; nel 1927 anche il territorio comunale di Rocchetta Cengio passerà sotto la neo costituita Provincia di Savona.
Nel 1929 verrà soppresso e unito al comune di Cengio seguendone le vicende storiche.

## Monumenti e luoghi d'interesse

### Architetture religiose
- Chiesa parrocchiale di San Nicola di Bari. Citata per la prima volta nel 1205 quale Ecclesia Rochetale sub Cingio, venne parzialmente ricostruita nel XVIII secolo; un tempo con l'asse orientato ovest-est, venne ricostruita a metà dell'Ottocento a pianta centrale ruotando la facciata verso la piazza cioè a sud (la base del campanile è ancora quella originaria). Conserva al suo interno l'organo del 1830 costruito dai fratelli Vittino di Centallo.
- Cappella di San Rocco, già intitolata ai santi Quirico e Giulitta.
- Cappella di San Sebastiano.

### Architetture militari
- Torre Saracena. Simbolo della borgata, fu edificata nel XIII secolo. Nel corso degli eventi bellici della seconda metà del XVII secolo fu quasi completamente distrutta, lasciando ad oggi in piedi solo un lato dell'edificio con i segni di un grande caminetto dell'ingresso con ponte levatoio e un paio di finestre. Prima della edificazione esisteva già un presidio d'avvistamento dentro il quale secondo la leggenda popolare  trovo riparo la principessa Adelasia, figlia di Ottone I di Sassonia, in fuga  in Liguria con Aleramo, ch'era stato il suo scudiero e ch'ella aveva sposato contro il volere del padre per poi approdare nei pressi di Montenotte  dove una Rocca porta il nome di Adelasia, perché i due avrebbero trovato anche lì un momentaneo rifugio. Adelasia e Aleramo fondarono l’insediamento di Alaxia, in onore della principessa. Alaxia fu chiamata poi Alassio. Questa leggenda fu sostenuta dall'autorevole firma di Giosué Carducci - che ha "romanticamente" inserito Aleramo, uomo d'armi e cavaliere, nelle sue Rime e Ritmi.
- Dopo la fuga d'amore si dice che per tirare avanti Adelasia e Aleramo divenissero carbonari sino al giorno in cui Ottone I, venuto a combattere contro i Saraceni, raggiunse la coppia in riva al mare e la perdonò, insignendola dei marchesati di Acqui, Monferrato e di Savona. Aleramo, assieme ai figli, combatté da valoroso nell’esercito imperiale.  La storia di Adelasia e Aleramo è riportata dal cronista Jacopo dei Bellingeri, detto Jacopo d’Acqui e prende le mosse dalla Germania:

## Cultura

### Cucina
Un tipico prodotto ortofrutticolo del luogo è la zucca di Rocchetta, coltivato in zona, caratterizzata da buccia color arancio, grandi dimensioni e una polpa densa dal sapore zuccherino. Da alcuni anni viene coltivato un antico legume, il moco delle Valli della Bormida, presente già all'età del bronzo.

### Eventi
- Festa compatronale di Maria Ausiliatrice detta "Madonna du Rigôn" a fine maggio.

Con la Festa della Frittella dolce.
- "ZuccainPiazza", dedicata alla zucca di Rocchetta terza domenica di Ottobre.
- Festa del MOCO in Fiore a Giugno e la Festa della Battitura in Agosto